# Half-Life: Escape from City 17
Half-Life: Escape from City 17 (укр. Half-Life: Втеча з Сіті 17) — канадський короткометражний фанатський фільм, дія якого відбувається у всесвіті відеогри Half-Life 2. Перша частина була випущена 13 лютого 2009 року, друга частина вийшла 24 серпня 2011 року. Третя лишилася незнятою, існує лише її трейлер.

## Сюжет

### Серія 1
Дія відбувається під час другої половини сюжету Half-Life 2: Episode One. Доктор Айзек Клейнер транслює через вуличні екрани Сіті-17 попередження, що Цитадель може вибухнути в будь-який момент; якщо це станеться, вибух зруйнує місто та околиці. До подій у фільмі дії Гордона Фрімена в Цитаделі стримували майбутній вибух, даючи час для втечі цивільного населення. Члени опору групи «Лямбда» намагаються втекти з міста, коли сили цивільного захисту Комбайна намагаються стримати їх. Офіцери цивільної варти страчують полонених повстанців, тоді як комбайнівські синтети сіють хаос у зоні бойових дій.
Двоє чоловіків — члени Опору (Дерек Чан та Ян Купчез) рятуються, пройшовши крізь окупований вокзал. Їм вдається не привернути увагу страйдера та сховатися. За допомогою рації обоє дізнаються від третього повстанця (Девід Покупка), що останній евакуаційний поїзд уже виїхав, і їх закликають пішки втекти з міста через систему водних каналів (маршрут, подібний до шляху Гордона Фрімена в Half-Life 2) для того, щоб наздогнати Давида, який прямує до бази «Білий Гай». Після короткої суперечки вони вирішують втекти з Сіті-17, перш ніж «Цитадель підірве нас першими». Раптом з'являються офіцери цивільної варти і обстрілюють членів Опору. Втікачі вступають у бій, користуючись підручною зброєю (Дерек, використовуючи 9-мм пістолет, потім лом, знайдений висячим на поручні; Ян за допомогою СМГ із гранатометом) і встигають врятуватися. Зрештою вони потрапляють на відкриту ділянку залізниці, де з'являється Мисливець- синтет-вертоліт, і обстрілює їх з повітря. Обоє зникають у хмарі пилу, здійнятій пострілами, і екран затемнюється.

### Серія 2
Події починаються прибоизно в час подій глави «Антигромадянин» Half-Life 2. Під час битви за Сіті-17, російського члена Опору (Джулію Турянські) збираються вбити офіцери цивільної варти, коли третій учасник Опору (Девід Покупка), якого під час першої частини було чути лише по рації, рятує її, вбиваючи офіцерів. Спочатку вона йому не довіряє, але, об'єднавшись, щоб пережити битву, вони стають ближчими одне до одного. Одного разу у фільмі вони цілуються в покинутому туалеті, знищивши солдата. Дещо пізніше Девід дарує Джулії 9-міліметровий пістолет із написаним збоку гаслом «Ніколи не пропади». Вона починає плакати, бо їй «не дарували нічого понад десять років».
Незабаром після цього відбуваються останні глави Half-Life 2, і реактор темної енергії Цитаделі починає відмовляти. Однак дії Гордона Фрімена стримують реакцію досить довго, щоб дозволити громадянам та членам Опору врятуватися з Сіті-17. Девід і Джулія також вирішили покинути місто. Досягнувши старих каналів та перемігши зомбі, перші два члени Опору з Частини Першої, Дерек та Ян, нарешті наздоганяють дует. Прогулюючись разом, вони говорять про дії Фрімена в Цитаделі. Несподівано Девіду вистрілює у шию офіцер цивільної варти. Коли двоє інших членів стріляють у відповідь, наступають солдати, Девід гине на руках у Джулії. Пригнічена, вона та інші змушені бігти, коли їх переслідує вертоліт і наземні збройні сили. Втікачі ховаються в дренажному тунелі, де на Джулію нападає гедкраб. Ян і Дерек намагаються зняти істоту з її голови, але з'являється чергова орда зомбі, і вони замість цього змушені відбиватися від них. У цей момент ядро темної енергії Цитаделі вибухає. Сіті-17 руйнується, а сліпуче блакитне світло від вибуху заповнює тунель. Джулія пригадує про подарунок від Девіда, навпомацки дістає пістолет, перезаряджає його і стріляє в гедкраба. Дерек допомагає їй встати, і вони втрьох біжать до виходу з тунелю.

## Виробництво

### Серія 1
Першу частину фільму створили Торонто Девід та Єн Пурчейз, котрі спільно назвалися «Брати Пурчейз». До «Втечі з Сіті-17» брати «Пурчейз» режисували кілька рекламних роликів, зокрема й «Кока-Коли». Девід стверджував, що вони працювали комерційними директорами для підтримки своїх незалежних проєктів. Обидва, бувши шанувальниками серії Half-Life, вони вирішили розпочати «Escape from City 17» як спосіб «продемонструвати та просувати свої таланти далі, а також експериментувати з декількома розробленими ними техніками постпродакшну».
Обоє мали бюджет 500 канадських доларів; комп'ютерне обладнання та програмне забезпечення, що використовувалося для розробки фільму, належало братам з попередніх проєктів. За словами Девіда, гроші були витрачені на живі елементи фільму, із зазначенням, що «костюми та використані / зламані страйдери складають основну частину бюджету». У них не було команди, яка б їх підтримала, і вони не отримували грошей за свою роботу. Багато елементів фільму, такі як фон, Цитадель та синтети, були тривимірними моделями, витягнутими з Half-Life 2. Ці елементи потім були «графічно вдосконалені та включені в живу дію з великою кількістю складних відстежень та ротоскопінгу». Тлом, що використовується для вступної сцени фільму, є панорама Риги.
«Основний футаж» частини першої знімали на вокзалі з «діючою охороною». Це ускладнило знімання короткометражки, оскільки брати «Пурчейз» «як правило, не отримують дозволів» на використання території для фільму. Про охорон вони дізналися лише після того, як розпочали знімання. Трьох залучених осіб — Девіда, Яна та Дерека Чана — кілька разів виганяли охоронці на квадроциклах.

### Серія 2
Брати «Пурчейз» спочатку планували випустити другу частину фільму на початку — до середини березня 2009 року, але велика кількість електронних листів та телефонних дзвінків, отриманих обома щодо першої частини, уповільнили розвиток другої. Згідно з тизерними кліпами в кінці першої частини, до двох солдатів Опору приєднаються два додаткові персонажі, один з яких героїня, і вони вступлять у контакт із зомбі. Брати «Пурчейз» на своїй сторінці профілю в YouTube цитували, що проєкт задуманого фільму сильно перешкоджав виконанню другої частини, хоча він буде випущений найближчим часом.
Ще один тизерний кліп був опублікований на YouTube 13 жовтня 2009 р. Частина друга була випущена на YouTube 19 серпня 2011 р. Кліп швидко видалили з незрозумілих причин до кінця того ж дня, без додаткових коментарів щодо того, чому його було видалено. Його було повторно завантажено 24 серпня 2011 року.

## Випуск
Після виходу фільму на YouTube він дуже швидко зібрав тисячі переглядів, але популярність фільму різко зросла, коли Valve, розробники серії Half-Life, просунули його за допомогою публікації новин у Steam. Її швидко показали на багатьох популярних ігрових вебсайтах і за два дні після виходу перегляди перевищили 1 мільйон.

## Оцінки й відгуки
Щодо першої частини, Баррі Вайт із Citizen Game прокоментував: «Беручи до уваги порівняно мізерні ресурси, що перебувають у розпорядженні, цей короткий фільм все-таки може бути кращим, ніж будь-який наявний на сьогодні відеоігровий фільм». Вагнер Алвес із NewTeeVee стверджував, що перша частина «є одним з тих рідкісних вірусних відео, яким, здається, судилося запустити прорив», і додав, що «гравці, які не грають, імовірно, будуть вражені його зворушливою дією та бравурними спецефектами». Алвес вважав — його популярність частково пов'язана з тим, що відео адаптує Half-Life 2. Патрік Госс, дописувач TechRadar, сказав, що кадри у грі із серії Half-Life 2 «майже безперешкодно вписуються у кадри прямої дії у фільмі». Valve, розробники серіалу Half-Life, схвалили цей фільм і оприлюднили його в новинах Steam, сказавши, що «нас вразили — якість виробництва, безумовно, перевершує якість звичайних фільмів, створених спільнотою».